# Hessengau
El Hessengau (pagus Hassorum) fou una regió alemanya a l'edat mitjana d'administració comtal dins de Francònia occidental. S'estenia entre Beverungen i Marsberg al nord i Bad Hersfeld al sud, i estava distribuïda en dues parts:
- L'Hessengau franc al voltant de Fritzlar i Kassel

- L'Hessengau saxó (Pagus Hessi Saxonicus), a la regió del Diemel a l'est de Westfàlia i del sud de la Baixa Saxònia

La divisió s'hauria produït al segle VII quan els saxons empenyien els hessians cap al sud i colonitzaven el país conquerit sense canviar-li el nom. El límit entre les dues parts era sobre la línia Hannoversch Münden-Korbach i formava una part petita al nord de Kassel.
La província d'hessians era al segle IX el país del llinatge dels Conradians, però després de la revolta i la mort del duc Eberard de Francònia el 939 a la batalla d'Andernach va passar al rei Otó I i donat a fidels seus com a feus. La part saxona va passar finalment el 1020/1021, després de la mort del comte Dodicó, al bisbat de Paderborn. La part francona es va administrar a partir de 1027 pel llinatge del comtes Werners (titulats després comtes de Gröningen) i Gisons com a feus d'imperi i venia finalment per via d'herència al segle XII als Ludowings i, per tant, al comtat i landgraviat de Turíngia. Després de l'extingir-se els Ludowings el 1247 i la següent Guerra de Successió de Turíngia i Hessen el territori va esdevenir la part essencial del landgraviat de Hessen i centre del modern país d'Hessen.

## Comtes a l'Hessengau
Els comtes coneguts de l'Hessengau foren:
De la família dels Esicons (Esikonen):
- Hiddi (Hildebold), esmentat el 813, comte de l'Hessengau Saxó
- Asig (Esicó), testificat 839 i 842, comte de l'Hessengau Saxó
- Berenguer, testificat el 860, 876 i 879, comte de l'Hessengau Saxó
- Cobbó el Jove, vers 890, comte de l'Hessengau Saxó

A mitjans de l'última dècada del segle IX la dignitat de comtes de l'Hessengau va passar per motius desconeguts als Conradians:
- Conrad el Vell nebot d'Arnulf de Caríntiam comte a Oberlahngau (886) i Hessengau (de Francònia i de Saxònia) el 897, comte de Gotzfeldgau el 903, comte de Wetterau 905, comte al Wormsgau i marcgravi de Turíngia († 27 de febrer de 906 a Fritzlar, enterrat a Weilburg)
- Conrad el Jove († 23 de desembre de 918), fill de l'anterior, comte d'Hessengau (Saxó i Francó) el 908 (segurament ja des del 906 comte al Lahngau, Hessengau i probablement al Königssondergau), comte de Keldachgau el 910, duc de Francònia de facto el 906, oficialitzat 7 o 10 de novembre de 911 com a Conrad I de Francònia. Va donar el 912 Sankt Walpurgis a Weilburg. Fou enterrat a Fulda. Es va casar el 913 amb Cunegunda de la casa dels comtes ahalolfinger Erchanger i Bertold, vídua del marcgravi Luitpold de Baviera.
- Eberard de Francònia († 23 d'octyubre del 939 a la batalla d'Andernach), comte de Francònia 919, abat laic de Sankt Maximin a Trèveris, comtes del Hessengau Saxó i Francó i del Perfgau el 913, comte a Lahngau (Oberlahngau) el 928, marcgravi (de Turíngia?) 914-918, truchsess o comte palatí el 936.

Després de la mort d'Eberard els seus béns i feus van passar en part al rei Otó I
- Liudolf de Suàbia, fill d'Otó, nomenat comte d'Hessengau (comitatus Hassonum)

Retorn de la família dels Esicons: 
- Elli o Allo I († 965) comte de l'Hessengau Saxó 942, comte a Leinegau vers 950.

Altres famílies:
- Adalbert o Adalberó de Saxònia († 982), Palgravi (comte palatí) de Saxònia 965–966 i comte de l'Hessengau Saxó i Liesgau
- Dodicó (+ 1020 o 1021), comte a l'Hessengau Saxó, l'Ittergau i el Nethegau el 1011
- Tammó o Thankmar († 1037), truchsess de l'emperador Otó III, net de comte palati Adalberó de Saxònia, comte a Astfala i des de 994 a l'Hessengau Saxó

Després de la mort de Dodicó el rei Enric II del Sacre Imperi Romanogermànic (1002-1024) va donar una part de la seva propietat a l'Hessengau Saxó al bisbat de Paderborn, i la resta a Tammó. El rei Conrad II (1024-1039) treia la part de Paderborn i la donava a l'Arquebisbat de Magúncia. Després de la mort de Conrad II aquesta àrea passava un altre cop a Paderborn. L'altra part de l'Hessengau a Francònia Comrad II la va donar el 1027 al seu seguidor Werner de Winterthur que va administrar en endavant el nucli de la regió com a comte de Maden, després Gudensberg i finalment de Gröningen.
Els comtes de l'Hessengau del llinatge de Werner posseïa també el comtat de Ruchesloh al Lahngau amb el Marburg. Els comtes foren:
- Werner I de Maden, 1027–1040
- Werner II de Maden i Gudensberg, 1040–1053
- Werner III de Gróningen, 1053–1065
- Werner IV de Gróningen, 1065–1121

Després que Werner IV va morir sense hereus directes vius, el comtat, que ja havia concedit poc abans de la seva mort a l'Arquebisbat de Magúncia, va ser cedit per aquest en feu a Gisó IV. Els comtes d'Hessengau de la casa dels Gisons foren:
- Giso IV, 1121-1122
- Giso V, 1122–1137 (sota regència de la seva mare Cunegunda de Bilstein fins a la seva majoria)

Després de la mort de Gisó V l'herència va recaure en el landgravi Lluís de Turíngia pel seu matrimoni amb Hedwigis de Gudensberg, germana de Gisó V.
A la part nord-oriental de la província d'Hessengau fou comte Sigfrid III de Boyneburg (~1050 + 1107) de la casa de Northeim, comte de Boyneburg de 1083 a 1107 i comte de part de l'Hessengau, del Nethegau i del Ittergau.